# Boran-sur-Oise
 Boran-sur-Oise  là một xã thuộc tỉnh Oise trong vùng Hauts-de-France phía bắc Pháp. Xã này nằm ở khu vực có độ cao trung bình 24 mét trên mực nước biển.